# 묘택
묘택(苗澤)은 《삼국지연의》의 가공인물이다.

## 생애
211년, 매부 황규(黄奎)가 마등(馬騰)과 함께 조조(曹操)를 죽일 계획을 세웠다. 하지만 술버릇이 있던 황규는 그의 애첩 이춘향에게 흘려버렸다. 이때 이춘향은 묘택과 남몰래 사랑을 나눴는데 그 일을 묘택에게 일러주었다.
그 소식을 알게 된 묘택은 조조를 찾아가 그 사실을 알려주었다. 이 때문에 황규와 마등은 일이 발각되자 성 안에서 붙잡혀 참수당하였다. 그리고 묘택은 매부를 죽인 죄로 이춘향과 함께 처형을 당했다.